# Madarassy-Beck Gyula
Báró madarasi Madarassy-Beck Gyula, 1906-ig Beck (Budapest, 1873. augusztus 18. – Budapest, 1939. november 19.) bankár, nagytőkés, Madarassy-Beck Nándor fia, Madarassy Zsuzsa apja, Madarassy-Beck Miksa unokaöccse és Madarassy-Beck Marcell unokatestvére.

## Élete
Madarassy-Beck Nándor (1839–1909) bankár, közgazdász és Schön Laura (1852–1911) elsőszülött gyermeke. Tanulmányait szülővárosában, Hallében és Cambridge-ben végezte, majd a Budapesti Tudományegyetemen állam- és jogtudományból doktori címet szerzett. Szakmai gyakorlatot nyugat-európai pénzintézetekben szerzett. 1899-ben apja egyik bankájánál, a Magyar Agrár- és Járadékbank Rt-nél lépett szolgálatba. 1900-tól a Magyar Jelzálog-Hitelbank Rt. vezértitkára, majd 1915-től alelnök-vezérigazgatója volt. 1918 márciusában – Khuen-Héderváry Károly korábbi elnök halála után – megválasztották a bank elnök-vezérigazgatójának. 1925-ben lemondott vezérigazgatói pozíciójáról, de továbbra is elnök maradt. 1903-tól a fővárosi törvényhatósági bizottság rendes tagjává választották. 1905-ben munkássága elismeréséül a király a III. osztályú Vaskorona-renddel tüntette ki. Apja 1906-ban a közgazdaság terén kifejtett hasznos tevékenysége elismeréséül magyar bárói címet kapott, amelyre utódai is – ezáltal Madarassy-Beck Gyula – is jogosultak.
1910-ben a mezőkászonyi kerületben nemzeti munkapárti programmal országgyűlési képviselővé választották. 1920 és 1939 között a Magyar–Olasz Bank Rt. alelnöke, a Magyar Kereskedelmi Csarnok Nagykereskedők Országos Szövetségének elnöke volt.
A Fiumei úti sírkertben nyugszik.

## Családja
Első házastársa báró gelsei és beliscsei Gutmann Amália Lilly volt, Gutmann Vilmos (1847–1921) nagykereskedő, földbirtokos és megyeri Krausz Róza (1859–1932) lánya, akivel 1900. április 24-én Budapesten kötött házasságot, majd 1913-ban elvált tőle.
Második felesége báró hatvani Hatvany Lili (1890–1967) írónő volt. 1913. július 19-én Budapesten esküdtek. 1925-ben elváltak.
Gyermekei
- Madarassy-Beck Zsuzsanna Mária Ida (1901–1957). Férje Wámoscher Ervin (1896–?) bácskai földbirtokos.
- Madarassy-Beck Mária Tessa Rolenda (1904–1931)
- Madarassy-Beck Mária Gabriella (1916–2000). Férje Robert Osborne Cox (1917–2013).

## Művei
- A bankjegyügy elmélete (Budapest, 1894)
- A városok hitelügye (1909)
- A lengyel kérdés (1918)

## Díjai, elismerései
- Ferenc József-rend csillagos középkeresztje
- III. osztályú Vaskorona-rend
- Signum Laudis
- Fehér szalagos II. osztályú német Vaskereszt